# آرتور کستلر
آرتور کستلر (به انگلیسی: Arthur Koestler) (زاده ۵ سپتامبر ۱۹۰۵ در بوداپست – درگذشته ۱ مارس ۱۹۸۳ در لندن) داستان نویس، وقایع‌نگار و روزنامه‌نگاری از یهودیان مجارستان بود که در سال ۱۹۴۵ تابعیت انگلیس را به‌دست‌آورد.
کستلر در جوانی از طرفداران سرسخت کمونیسم بود و در ۱۹۳۱ به حزب کمونیست آلمان پیوست، اما هفت سال بعد در بحبوحه دادگاه‌های مسکو از حزب جدا شد و در باقی عمر خود به یکی از مخالفان آشتی‌ناپذیر استالینیسم و یکی از فعالان ضد کمونیست تبدیل شد. شاهکار او رمان ظلمت در نیمروز است که به پرده آهنین و محاکمات فرمایشی در شوروی دوران استالین می‌پردازد.

## زندگی
آرتور با نام (به مجاری: Kösztler Artúr) (در نام‌های مجاری نام خانوادگی در ابتدا قرار می‌گیرد) در بوداپست (امپراتوری اتریش - مجارستان آن هنگام) در یک خانواده آلمانیزبان از یهودیان اشکنازی متولد شد. پدرش هنریک یک مخترع و صنعت‌گر موفق بود، مهم‌ترین محصول او یک صابون بهداشتی بود که از ترکیب چند صابون دیگر و چربی‌های حیوانی ایجاد می‌شد. صابون در دورن جنگ اول جهانیبسیار کمیاب شده بود.
آرتور چهارده ساله بود که خانواده‌اش به وین رفتند. گویا در این سن اتفاقات اسرارآمیزی برای او افتاده بود که علاقه و اعتقاد او به ماوراءالطبیعه را برانگیخت.
کستلر در دانشگاه وین روان‌شناسی خواند و رئیس یک گروه دانشجویان صهیونیست شد. یک ماه قبل از پایان تحصیل، کتاب‌های درسی خود را سوزاند و در امتحانات شرکت نکرد و به فلسطین رفت (آن زمان تحت قیمومیت بریتانیا بود) ابتدا در یک کیبوتس در دره عزریل و بعد در تل‌آویو و اورشلیم ساکن شد. جایی که از گرسنگی تقریباً در حال مرگ بود. پس از مدتی اسرائیل را هم ترک کرد و به‌عنوان خبرنگار اولستین (اتحادی از چند روزنامه آلمانی) به پاریس رفت. یک سال بعد سردبیر اولستین شد و به برلین رفت.
او در ۱۹۳۱ به حزب کمونیست آلمان پیوست، در ۱۹۳۸ پس از مشاهده استبداد استالینی و دادگاه‌های نمایشی مسکو از حزب جدا شد. در این هفت سال او سفرهای زیادی به شوروی داشت و از نقاط مختلف این کشور دیدن کرد. در این سفرها قله آرارات در ترکیه را فتح کرد و در ترکمنستان با لنگستن هیوز نویسنده انگلیسی که سال‌ها در عشق آباد ساکن بود، ملاقات کرد.
با شروع جنگ دوم جهانی مقامات فرانسوی او را به عنوان یک بیگانه در اردوگاهی در رشته‌کوه پیرنه زندانی کردند. او پس از آزادی به لژیون بیگانگان فرانسه پیوست. چندی بعد از مسیر مراکش و پرتغال به انگلیس گریخت و از ۱۹۴۱ تا ۱۹۴۲ برای ارتش بریتانیا و پس از آن برای بی‌بی‌سی کار کرد. کستلر در ۱۹۴۵ شهروند بریتانیا شد و با پایان جنگ به فرانسه برگشت و ارتباط نزدیکی با سیمون دو بوار و ژان پل سارتر برقرار کرد. (گویا یکی از شخصیت‌های کتاب ماندرین‌های دوبوار براساس شخصیت آرتور کستلر نوشته شده‌است). او چند سال بعد به لندن برگشت و بیشتر عمر خود را به مقاله‌نویسی و سخنرانی گذراند.
در ۱۹۸۳ در حالی که به سرطان خون مبتلا شده و پارکینسون نیز زمین‌گیرش کرده بود به همراه همسر سومش سینتیا داوطلبانه خودکشی کرد. او سال‌ها از طرفداران اوتانازی (مرگ خودخواسته) بود و در ۱۹۸۱ نایب رئیس جامعه اتانازی داوطلبانه بریتانیا شد. به او همچنین کرسی فراروان‌شناسی دانشگاه ادینبورگ در اسکاتلند را اعطا کرده بودند.

## مخالفت با نازیسم

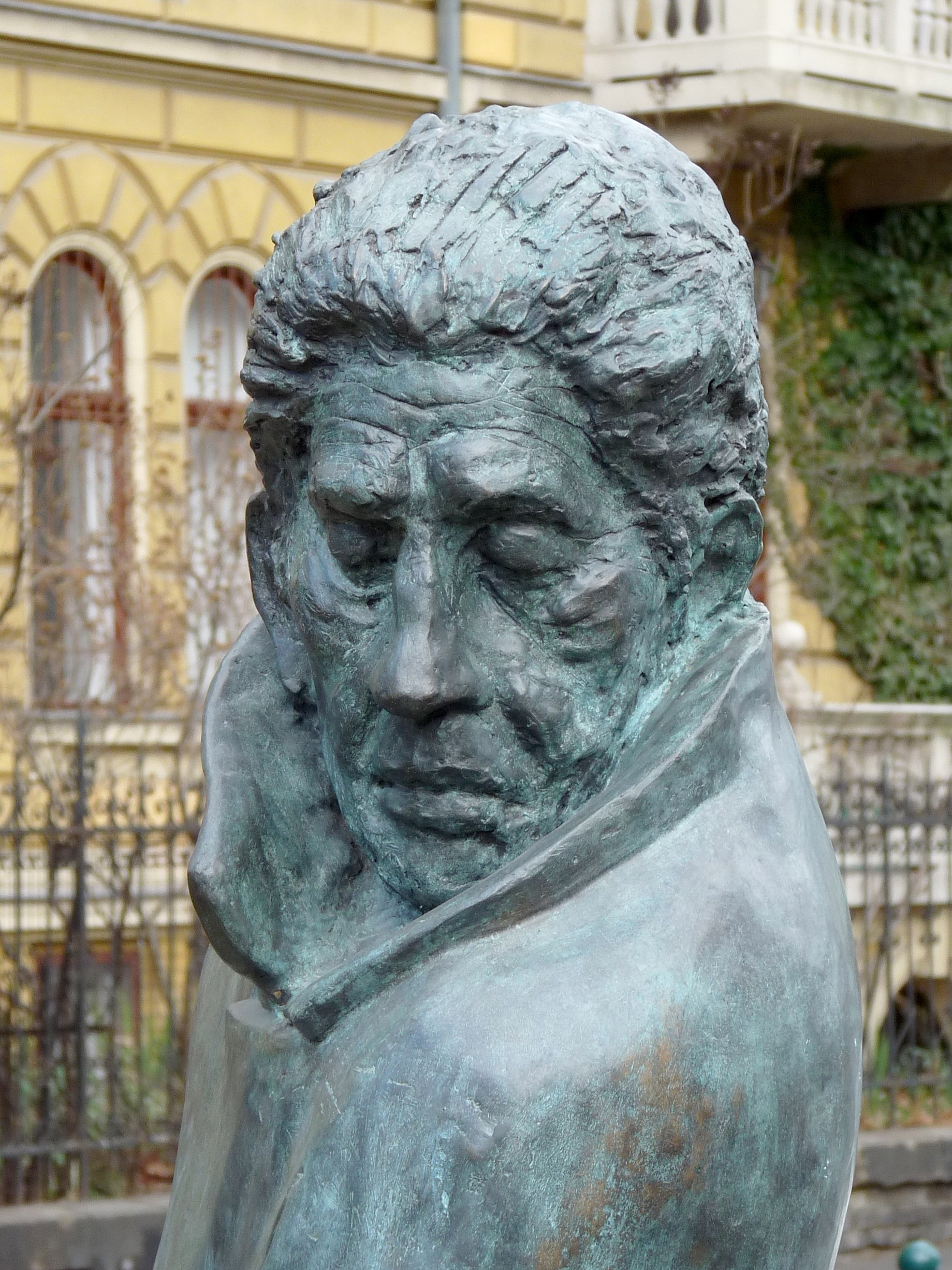

در دوران جنگ دوم جهانی کستلر دشمنی عمیق خود را با فاشیسم و حکومت نازی‌ها در آلمان نشان داد. با توجه به رشد او در یک خانواده یهودی در اروپای مرکزی که در آن هنگام صحنه نمو اندیشه‌های ناسیونالیستی بود، کستلر لطمات زیادی را از سوی ناسیونالیست‌ها دریافت کرده بود.
کستلر به همراه اقلیتی از نویسندگان و روزنامه‌نگاران آن زمان اعتقاد داشتند که رسانه‌ها باید جنایاتی که در اروپا اتفاق می‌افتد را انعکاس دهند تا از رشد آن جلوگیری کنند و افکار عمومی را علیه خشونت‌طلبان بشورانند. تلاش ناموفقی که باعث شده بود کستلر خود و همفکرانش را جیغ جیغو بنامد.
کستلر و جیغ جیغوها تلاش نه چندان خوش فرجامشان را تا انتهای جنگ ادامه دادند.

## چند زبانگی
کستلر علاوه بر زبان مادری‌اش آلمانی و زبان سرزمینش مجاری به انگلیسی و فرانسوی هم مسلط بود و عبری و روسی و اسپانیایی را هم تا حدی می‌دانست. او همچنین از پدربزرگش کمی ییدیش هم آموخته بود.
یادگیری زبان‌های گوناگون حاصل زندگی در نواحی مختلف دنیا؛ مجارستان، اتریش، آلمان، فرانسه، اسرائیل و انگلیس و سفرهای متعددش به شوروی و اسپانیا بود.
سه اثر مهم کستلر به سه زبان متفاوت نوشته شده‌است؛ ظلمت در نیمروز به آلمانی، گلادیاتورها به مجاری و ورود و خروج به انگلیسی. او به چهار زبان انگلیسی، فرانسوی، آلمانی و عبری روزنامه‌نگاری کرده و اولین جدول کلمات متقاطع به زبان عبری را هم طراحی کرده بود.

## همسران
آرتور کستلر سه بار ازدواج کرد؛ دوروتی آشر (۱۹۳۵–۱۹۵۰)، مامن پاژه (۱۹۵۰–۱۹۵۲) و سینتیا جفریز از ۱۹۶۵ تا پایان عمرشان در ۱۹۸۳.
خودکشی او و همسرش شایعاتی را دامن زد. کستلر در آن هنگام کاملاً مریض بود اما سینتیا سالم بود. به همین جهت این فرضیه مطرح شد که ممکن است او همسرش را به خودکشی ترغیب کرده باشد.
او در هنگام اقامت در فرانسه ارتباط نزدیکی هم با سیمون دوبوار داشت.

## تحقیقات علمی
کستلر یکی از اولین مصرف‌کنندگان ال‌اس‌دی بود. او در سال ۱۹۶۰ در آزمایش‌های تیموتی لروی در دانشگاه هاروارد بر روی مشتقات پسیلوسیبین شرکت کرد. چارلز اولسن، یکی از شرکت‌کنندگان دیگر این آزمایش، گفته‌است که کستلر پس از مصرف دارو به شدت افسرده شد و خود را در اتاق خوابش محبوس کرده بود. او یک بار دیگر در همان سال در دانشگاه میشیگان در آزمایش دیگری بر روی مشتقات پسیلوسیبین شرکت کرد.
او در سال ۱۹۶۷ در مقاله‌ای با عنوان سفر به نیروانا (Trip to Nirvana) تجربیات خود از مصرف داروهای مخدر و روان‌گردان را شرح داد و حمایت‌های آلدوس هاکسلی، دیگر نویسنده انگلیسی، از این داروها را به چالش کشید.

## از منظر دیگران
رمون آرون در مقاله «آرتور کوستلر و ظلمت در نیمروز» کستلر را یکی از آخرین و بزرگ‌ترین روشنفکران متعهدی می‌خواند که در سال‌های نخست قرن بیستم پا به عرصه جهان نهادند.

## کتاب‌ها
تعدادی از آثار مهم آرتور کستلر

### داستانی
- ۱۹۳۷. گلادیاتورها. (The Gladiators) رمانی در مورد قیام اسپارتاکوس برده رومی. با نام اسپارتاکوس به فارسی ترجمه شده‌است.
- ۱۹۳۹. هیچ و همه به ترجمه علی اصغر خبره‌زاده که به تازگی با نام ظلمت در نیمروز با ترجمه‌های مختلف توسط محمود ریاضی و علی اسلامی، اسدالله امرایی و مژده دقیقی، ناصرقلی نوذری به چاپ رسیده‌است.
- ۱۹۴۳. ورود و خروج (Arrival and Departure) با نام از ره رسیدن و بازگشت با ترجمه مهرداد نبیلی به فارسی منتشر شده‌است.
- ۱۹۴۶. دزدان در شب (Thieves in the Night)‏
- ۱۹۵۱. عصر عطش (The Age of Longing)
- ۱۹۷۲. دختران تلفنی (The Call Girls)

### علمی
- ۱۹۵۹. خوابگردها (The Sleepwalkers)
- ۱۹۶۴. کنش خلاقیت (The Act of Creation) با نام قانون‌های خلاقیت در شوخی، هنر و علم با ترجمه عباسعلی کتیرایی و غلامحسین صدری افشار به فارسی منتشر شده‌است.
- ۱۹۷۲. ریشه‌های تصادم (The Roots of Coincidence) با نام مبانی سرنوشت یا ادراک ماورای حواس با ترجمه عبدالله انتظام وزیری به فارسی منتشر شده‌است.
- ۱۹۷۶. قبیله سیزدهم: امپراتوری خزرها و میراث آن (The Thirteenth Tribe: The Khazar Empire and Its Heritage) با نام خزران با ترجمه محمدعلی موحد در ۱۳۶۱ به فارسی منتشر شده‌است.[۱]

### وقایع‌نگاری و زندگی‌نامه
- ۱۹۳۷. وصیت‌نامه اسپانیایی (Spanish Testament) ‏
- ۱۹۵۲. تیری در آسمان (Arrow In The Blue): جلد اول یک زندگی‌نامه خودنوشت؛ از ۱۹۰۵ تا ۱۹۳۱
- ۱۹۵۴. نوشته‌های نامرئی (The Invisible Writing) جلد دوم یک زندگی‌نامه خودنوشت؛ از ۱۹۳۲ تا ۱۹۴۰